# ステーションネットワーク関西
株式会社ステーションネットワーク関西（ステーションネットワークかんさい）は、阪急阪神ホールディングスグループの企業である。
阪急電鉄駅構内に共同ATM（ステーションATM）「PatSat（パッとサッと）」を設置運用している。このPatSatについても本項で詳述する。

## PatSat
阪急電鉄とグループ会社の北大阪急行電鉄、阪神電気鉄道とグループ外のOsaka Metro、神戸市営地下鉄と（旧泉州銀行の営業基盤にあたる）南海電気鉄道、泉北高速鉄道の駅構内などに設置（南海・泉北高速鉄道のATMは「NBANK」PatSatと表記）。池田泉州銀行が幹事行となる共同ATMの形を採っている。コンビニATM用の機械を流用しているため、通帳の使用はできない。

### 提携銀行
- 池田泉州銀行（幹事行） - 出金の他、入金やカード振込も利用可能。
  - システム統合以前の旧：泉州銀行のカード及び、合併後に旧：泉州店（識別マークが『■』）で発行された池田泉州銀行のカード：出金のみの取扱で、取扱可能な時間帯が異なる。年末年始及びゴールデンウィーク中（日曜日と重ならない日を除く）は利用できなかった。
- みずほ銀行
  - みずほマイレージクラブによる利用手数料優遇は受けられない。
  - 千葉興業銀行・大垣共立銀行・三十三銀行及びみずほ信託銀行は提携外他行（MICS）扱いとなる。ごく少数である(旧)みずほコーポレート銀行のリテール口座はシステム統合まで利用できない。
- 三菱UFJ銀行
  - もともとは旧東京三菱銀行が提携していた。
  - 『スーパー普通預金口座<「メインバンクプラス」総合サービス>』による利用手数料優遇は受けられない。
  - 「スーパーICカード（セキュリティタイプ）」（キャッシュカード機能として）・「ICキャッシュカード（セキュリティタイプ）」（キャッシュカード機能専用）についてはキャッシュカード機能としては利用できず、このうち「スーパーICカード（セキュリティタイプ）」についてはDCカードによるキャッシング機能のみ利用可能。
  - 十六銀行・百五銀行・三菱UFJ信託銀行・愛知銀行・名古屋銀行・中京銀行・徳島大正銀行・香川銀行及び兵庫県以外のJAバンク（農協・都道府県信連）は提携外他行（MICS）扱いとなる。
- 滋賀銀行
  - 2017年12月4日に提携を開始した[3][4][5][6]。
  - 滋賀中央信用金庫・長浜信用金庫・湖東信用金庫・京都中央信用金庫・滋賀県民信用組合及び滋賀県信用組合は提携外他行（MICS）扱いとなる。
- 関西みらい銀行
  - もともとは合併前の旧：関西アーバン銀行は2009年1月31日まで、旧：近畿大阪銀行は2010年4月30日まで、それぞれPatSatと提携していた。
  - 2022年1月17日に提携を再開した[7][8]。
  - 三井住友銀行・りそな銀行・埼玉りそな銀行及びみなと銀行は提携外他行（MICS）扱いとなる。
- 但馬銀行
  - たんぎんATM時間外手数料365日無料サービスによる利用手数料優遇は受けられない。
  - 鳥取銀行は提携外他行（MICS）扱いとなる。
- 紀陽銀行
  - 2013年4月1日に提携を開始した[9]。
  - ATM手数料無料サービス「ATMゼロ」による利用手数料優遇は受けられない。
- 京都信用金庫
- 大阪シティ信用金庫
  - その他の信用金庫は提携外他行（MICS）扱いとなる。
- JAバンク兵庫（兵庫県内の農協・JA兵庫信連）
  - 2013年7月1日に提携を開始した[10]。
  - 兵庫県外のJAバンク（農協・都道府県信連）は提携外他行（MICS）扱いとなる。
- 楽天銀行（要手数料） - 出金の他、入金も利用可能。
  - 2015年3月23日に提携を開始した[11]。
  - 3万円以上の入金は無料。
  - ハッピープログラムによる利用手数料優遇の対象となる。
- SBI新生銀行（出金は要手数料（ただし2023年2月6日から2024年3月31日まで期間限定で手数料無料）） - 出金の他、入金も利用可能。
  - 2016年4月12日に提携を開始した[12]。
  - 入金は無料。
  - 新生ステップアッププログラムによる利用手数料優遇の対象となる。
- イオン銀行
  - 2018年9月18日に提携を開始した[13]。
  - 東北銀行・北都銀行・荘内銀行・筑波銀行・千葉興業銀行・きらぼし銀行・富山銀行・大垣共立銀行・静岡銀行・スルガ銀行・清水銀行・三十三銀行・京都銀行・福岡銀行・十八親和銀行・みずほ信託銀行・オリックス銀行・福島銀行・栃木銀行・大光銀行・福邦銀行・静岡中央銀行・中京銀行・島根銀行・西京銀行・徳島大正銀行・香川銀行・熊本銀行・沖縄海邦銀行・半田信用金庫・北伊勢上野信用金庫・コザ信用金庫及び労働金庫連合会（全国13の労働金庫）は提携外他行（MICS）扱いとなる[14][15]。
- ゆうちょ銀行（要手数料） - 出金の他、入金も利用可能。

※1：クレジットカード・サラ金カードは池田泉州銀行の提携会社に準ずる。
※2：池田泉州銀行・楽天銀行・SBI新生銀行・ゆうちょ銀行以外は出金・照会のみの取り扱いとなる。
※3：PayPay銀行、セブン銀行、ソニー銀行、住信SBIネット銀行、auじぶん銀行、大和ネクスト銀行、ローソン銀行、みんなの銀行、UI銀行、きらぼし銀行（切り替え前の旧：新銀行東京のカードに限る）、GMOあおぞらネット銀行、あおぞら銀行、SBJ銀行、外国銀行及び商工中金の口座は利用できない。
なお関西アーバン銀行のカードについては2009年1月31日をもって、また近畿大阪銀行のカードについては2010年4月30日をもって、それぞれPatSatとの提携を終了し、それ以降は提携外他行（MICS）扱いに切り替わった。その後の合併により関西みらい銀行となり、2022年1月17日から池田泉州銀行・滋賀銀行との3行間提携を開始するのにあわせて、PatSatとの提携を再開した。

### 利用時間
- 池田泉州銀行は平日7:00～23:00、土日祝日は7:00～21:00。入金は終日手数料無料。平日8:45～18:00の出金は手数料無料、それ以外の出金は手数料が必要。
- 楽天銀行は平日7:00～23:00、土日祝日は7:00～21:00。3万円以上の入金を除き、終日手数料が必要。ただしハッピープログラムによる利用手数料優遇の対象となる。
- SBI新生銀行は平日7:00～23:00、土日祝日は7:00～21:00。入金は終日手数料無料。出金は終日手数料が必要（ただし2023年2月6日から2024年3月31日まで期間限定で手数料無料）。ただし新生ステップアッププログラムによる利用手数料優遇の対象となる。
- ゆうちょ銀行は平日7:00～23:00、土曜日は7:00～21:00、日祝日は7:00～20:00。終日手数料が必要。
- それ以外の提携銀行は8:00～21:00。平日8:45～18:00は手数料無料、それ以外は手数料が必要。
- 提携外他行（MICS）は8:00～21:00。終日手数料が必要。年末年始(1月1日～1月3日)及びゴールデンウィーク(5月3日～5月5日。ただし日曜日と重なる日については利用可能)の各期間は利用できない。